# Torenburcht van Rutten
De torenburcht van Rutten of donjon van Rutten, ook woontoren van Aynchon genoemd, is een veertiende-eeuwse donjon in Hamal, een gehucht nabij Rutten in de Belgische gemeente Tongeren in de provincie Limburg. De donjon is gelegen aan de Hamalstraat vlak bij het kasteel van Hamal.

## Gebouw
De woontoren was eenvoudige adellijke woning in de middeleeuwen met extra verdedigingselementen om een eventuele belegering te doorstaan maar niet ontworpen voor een echt militair functie. 
De woontoren ligt in een laaggelegen akker nabij de Ezelsbeek die men ter verdediging onder water kon zetten. 
Van de versterkte woontoren staan nu nog enkel de buitenmuren recht, het zadeldak en de binnenindeling zijn verdwenen. Het geheel heeft een rechthoekig grondplan van 6,8 m bij 7,5 m en steunt op een plint van mergelsteen en vuursteen. De hoekblokken van de plint bestaan uit ijzerzandsteen. 
Oorspronkelijk bevond de ingang zich in de noordelijke gevel op de tweede verdieping. De onderste verdiepingen waren twee boven elkaar gelegen kelders vroeger enkel bereikbaar door valluiken.  De deuropening in de plint die voorzien is van een omlijsting in kalksteen dateert uit een latere periode. De tweede verdieping met de ingang was het ontvangst- en residentieel niveau. Daar boven was het slaapvertrek dat grotendeels verdwenen is.
De oostelijke en westelijke gevel lopen uit in een punt. Beide puntgevels zijn het resultaat van een latere aanpassing aangezien de oorspronkelijke burchttoren hoger was dan de huidige ruïne. In de oostelijke gevel bevinden zich twee rechthoekige vensters die omlijst worden door blokken uit ijzerzandsteen. Het kleine venster aan de linkerzijde van de gevel is gedicht, het venster aan de rechterzijde is deels gedicht en wordt getopt door een keperboog. In de westelijke gevel bevindt zich een venster aan de rechterzijde dat eveneens getopt wordt door een keperboog. In de zuidwestmuur is nog de opening te zien waar vroeger de houten latrine hing.

## Geschiedenis en bewoners
De burchttoren hing af van de leenzaal van Rutten en dateert uit de 13e eeuw. In een 14e-eeuwse beschrijving van  Jacques de Hemricour over de oorlog tussen de Awans en de Waroux (1298-1335)  wordt de woontoren vermeld als bezit van Aynchon de Hognoul die als bastaard van de Awans deelnam aan die oorlog en in Rutten in oorlog was met de Hamals, die 350 meter van de woontoren een donjon hadden die later opgenomen werd in het kasteel van Hamal. Waarschijnlijk was Aynchon de Hognoul in die vijandige omgeving de opdrachtgever voor de bouw van de torenburcht van Rutten.  
Later kwam de donjon van Rutten in bezit van de familie Bottart en in de 16e eeuw van de familie van Streels. 
Rond 1600 werd het goed bezit van de familie Arckens. De gronden waarop de burchttoren zich bevindt zijn nog steeds in het bezit van afstammelingen van deze familie.